# トラヴィス・スティーブンス
トラヴィス・スティーブンス（Travis Stevens 1986年2月28日- ）は、アメリカ合衆国・ベルビュー出身の柔道家。階級は81 kg級。身長180 cm。初段を取得している。2020年夏に70kg級で活躍していたカナダのケリタ・ズパンシックと結婚した。

## 人物
柔道は7歳の時に始めた。2007年のパンアメリカン競技大会81 kg級では優勝を飾ったが、世界選手権では2回戦で敗れた。2008年の北京オリンピックでは3回戦で今大会優勝したドイツのオーレ・ビショフの前に指導2で敗れると、敗者復活戦でもブラジルのティアゴ・カミロの前に効果で敗れて9位に終わった。その後、柔道以外にMMAやブラジリアン柔術 (BJJ) 、レスリングなどのクロストレーニングにも取り組むことになった。2009年の世界選手権では初戦で敗れた。2010年のグランドスラム・パリではアメリカの男子選手には珍しく3位に入り込むが、世界選手権では4回戦で敗れた。2011年のグランプリ・デュッセルドルフで優勝を飾ると、グランドスラム・モスクワでも2位になったが、世界選手権では初戦で敗れた。2012年にはトレーニングを積んでいるニューヨークにあるヘンゾ・グレイシーの道場であるヘンゾ・グレイシー柔術アカデミーからBJJの茶帯を授けられた。ロンドンオリンピックでは準々決勝で優勝候補の一人だったレアンドロ・ギルヘイロを破り、準決勝で前回敗れたビショフとGSまでもつれ込むが判定で敗れると、3位決定戦では今まで何度となく勝っていたというカナダのアントワーヌ・ヴァロア＝フォルティエの前に有効で敗れて5位にとどまった。また、ビショフと戦った時、内股で掛け潰れ、起き上がろうとした際に肘がビショフの顔にぶつかり、ビショフが怒って両者が畳の上で睨み合うという事態になっている。
2013年1月には柔道とBJJを指導するための道場をボストンに開設した。平日は柔道中心の練習に取り組んでいるが、週末にはニューヨークとニュージャージーにあるヘンゾ・グレイシーの道場に出向き、指導にあたりながら練習を積んでいる。8月の世界選手権では3回戦でドイツのスヴェン・マレシュに指導3で敗れた。9月にはリオデジャネイロで開催されたプロBJJの大会であるコパ・ポジオのミドル級グランプリに出場して5位となった。2015年にはパンアメリカン競技大会で優勝を飾った。世界選手権では3回戦でドイツのアレクサンダー・ヴィーツェルザックの絞め技で敗れた。2016年には世界ランク上位選手が集まるワールドマスターズで優勝を飾っている。2016年のリオデジャネイロオリンピックでは寝技を中心に勝ち上がり、準決勝では優勝候補と目されていたアブタンディル・チリキシビリを片羽絞（IJF発表は送襟絞）で破るという番狂わせを演じるも、決勝でロシアのハサン・ハルムルザエフに内股で敗れたが銀メダルを獲得した。
なお、ロンドンオリンピック前に足を負傷して柔道の稽古が出来なかったこともあってBJJを始めるも、柔道と違ってBJJでは気楽に構えることができ、また世界レベルの選手が国内に何名もいたこともあって有意義だったが、自らの柔道における寝技の改善にはそれほど役に立たなかったという。BJJの95%は柔道に置き換えられない。理由として、柔道の寝技がスプリントとすればBJJはマラソンのようであり、筋肉組織の使われ方が全く異なる。なので求められる練習方法も完全に異なる。また、BJJの技術の90％は競技柔道では反則の対象となるか使うことができない技術だという。
引退後はジミー・ペドロとともに「柔道ファナティクス」を立ち上げてオンライン上での柔道指導を行うとともに、ペドロが経営する「フジスポーツ」のマーケティング部門に力を注いでいる。また、柔道連盟から23歳以下のコーチを依頼されたが、プロフェッショナルなコーチ制度が採用されておらず、これでは世界と戦えないと考えて依頼を断り、連盟とは別に国内のカデ世代(15－17歳)を支援するための「プロジェクト2024」をペドロなどと始めた。ペドロの道場で有望と見込んだカデ選手の柔道を指導するとともに、同じビル内で自らが運営する「BJJアカデミー」でもシニアを対象の指導にあたっている。

## 主な戦績
- 2007年 - パンアメリカン競技大会　優勝
- 2008年 - 北京オリンピック　9位
- 2009年 - パンナム選手権　優勝
- 2009年 - グランドスラム・リオデジャネイロ　3位
- 2009年 - ワールドカップ・バーミンガム　5位
- 2010年 - ベルギー国際　2位
- 2010年 - グランドスラム・パリ　3位
- 2010年 - パンナム選手権　3位
- 2010年 - ワールドカップ・リスボン　2位
- 2010年 - ワールドカップ・サンサルバドル　2位
- 2010年 - グランプリ・アブダビ　5位
- 2010年 - グランプリ・青島　3位
- 2011年 - ワールドマスターズ　5位
- 2011年 - ワールドカップ・ブダペスト　5位
- 2011年 - グランプリ・デュッセルドルフ　優勝
- 2011年 - パンナム選手権　2位
- 2011年 - グランドスラム・モスクワ　2位
- 2011年 - ワールドカップ・タシュケント　優勝
- 2011年 - グランプリ・アブダビ　3位
- 2012年 - グランドスラム・リオデジャネイロ　2位
- 2012年 - ロンドンオリンピック　5位
- 2013年 - パンナムオープン・モンテビデオ　優勝
- 2013年 - パンナム選手権　3位
- 2013年 - グランプリ・タシュケント　優勝
- 2013年 - グランドスラム・東京　5位
- 2014年 - グランプリ・デュッセルドルフ　優勝
- 2014年 - パンナム選手権　3位
- 2014年 - グランプリ・ハバナ　3位
- 2014年 - パンナムオープン・マイアミ　優勝
- 2014年 - グランプリ・ザグレブ　3位
- 2015年 - パンアメリカン競技大会　優勝
- 2016年 -　グランプリ・ハバナ　2位
- 2016年 - パンナム選手権　2位
- 2016年 -　ワールドマスターズ　優勝
- 2016年 - リオデジャネイロオリンピック 2位

(出典、JudoInside.com)